# Поляна (Свердловская область)
Поляна — посёлок в Сысертском районе Свердловской области России. Входит в Сысертский муниципальный округ.
Ранее посёлок входил в состав Щелкунского сельсовета Сысертского района.

## География
Посёлок Поляна расположен к юго-юго-востоку от Екатеринбурга и Сысерти (в 13 километрах по прямой или в 15 километрах по автодороге от последней). Поляна соседствует с посёлком Лечебным, расположенным чуть юго-восточнее по автодороге в направлении на Абрамово. В трёх километрах к северу от посёлка Поляна расположено болото Перелом, а в двух километрах к юго-юго-западу — Лезгинское болото.
Современная граница посёлка была установлена 24 января 2008 года.

## Население
| 2002 | 2010 | 2021 |
| ---- | ---- | ---- |
| 33   | ↘24  | ↗29  |